# Suursaari (ö i Södra Savolax, S:t Michel, lat 61,30, long 26,94)
Suursaari är en ö i Finland. Den ligger i sjön Sääskijärvi och i kommunen Mäntyharju i den ekonomiska regionen  S:t Michel och landskapet Södra Savolax, i den södra delen av landet, 160 km nordost om huvudstaden Helsingfors. Öns area är 1,1 hektar och dess största längd är 190 meter i nord-sydlig riktning.